# آبی دریایی

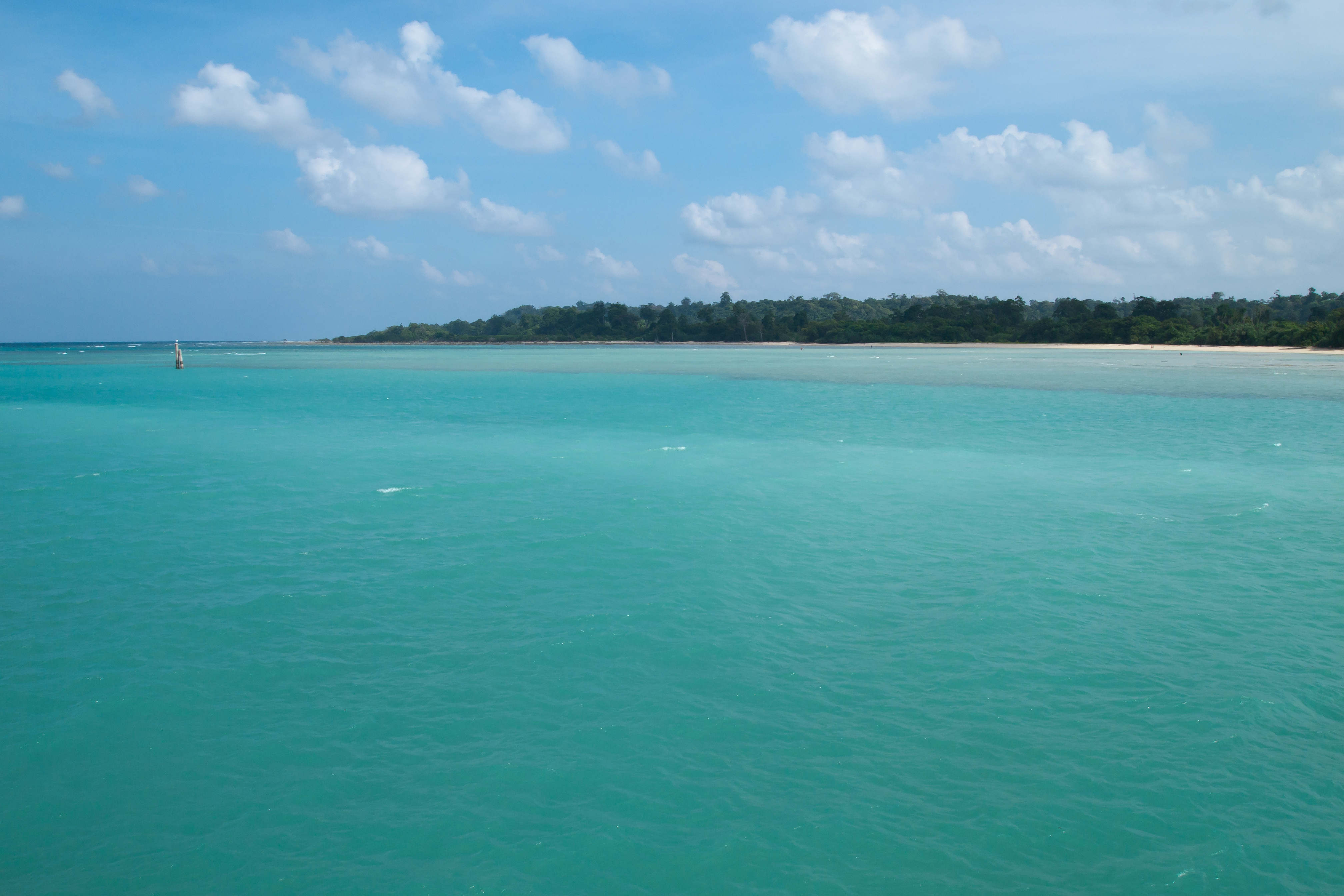
رنگ آبی دریایی، تایلند

آبی دریایی یا آکوا (به لاتین: Aqua) نام مجموعه‌ای از رنگ‌های بین طیف آبی و سبز است. در طراحی‌های گرافیکی و رایانه‌ای یا سبز-آبی شناخته می‌شود. آبی دریایی از ترکیب مقادیر مساوی نور سبز و آبی یا حذف رنگ قرمز از نور سفید به دست می‌آید. به این ترتیب، آبی دریایی مکمل قرمز در RGB و مدل رنگ CMYK است.